# Werner Buck
Karel Werner (Werner) Buck (Kerkrade, 19 juli 1925 - Maastricht, 9 oktober 2010) was een Nederlands politicus namens de KVP en het CDA, en een bestuurder.
Bucks politieke loopbaan begon in 1958 in Kerkrade, waar hij gekozen werd als lid van de gemeenteraad; hij werd tevens tot wethouder benoemd. In 1971 werd hij lid van het kabinet-Biesheuvel I als staatssecretaris van Volkshuisvesting en Ruimtelijke Ordening. Deze functie vervulde hij ook in het kabinet-Biesheuvel II. Hij hield zich als eerste bewindsman bezig met stadsvernieuwing. Na zijn Haagse periode keerde hij in 1973 terug in de Limburgse politiek. Hij werd lid van Provinciale Staten en in 1974 ook gedeputeerde, wat hij bleef tot 1987.
Buck was van 1952 tot 1971 lid van de directie van dekenfabriek "Buck" te Kerkrade. Van 1987 tot 1990 was Buck voorzitter van het college van bestuur van de Open Universiteit in Heerlen.
Buck was getrouwd met Yvonne Smeets en had zes kinderen, onder wie de oud-Eerste Kamervoorzitter Yvonne Timmerman-Buck.
- Biografisch Portaal: 70651231
- Parlement.com: vg09llihmis3